# Comunità della Repubblica di Cipro
Le Comunità della Repubblica di Cipro  (in greco Κοινότητες της Κυπριακής Δημοκρατίας?; singolare: in greco κοινότητα?, koinótita) costituiscono il secondo livello di divisione amministrativa di Cipro (insieme ai comuni), dopo i distretti. Oggi Cipro ha 576 comunità che operano ai sensi della legge sulle comunità del 1999. Dopo l'invasione turca del 1974, l'area amministrativa di 172 comunità di Cipro fu occupata - in tutto o in parte - dall'esercito turco. Di conseguenza, queste comunità non esercitano più i loro consueti poteri e responsabilità comunitari. Tuttavia, mantengono il loro status giuridico e hanno sede nei territori controllati dalla Repubblica di Cipro.

## Comunità per distretto
Ogni comunità della Repubblica di Cipro appartiene amministrativamente a una dei sei distretti di Cipro. La tabella seguente presenta le statistiche per le comunità per distretto. Tra parentesi è indicato il numero delle comunità occupate per distretto.
| Distretto | Numero di comunità |
| --------- | ------------------ |
| Famagosta | 90 (85)            |
| Kyrenia   | 44 (44)            |
| Larnaca   | 53 (4)             |
| Limassol  | 106 (0)            |
| Nicosia   | 162 (39)           |
| Paphos    | 121 (0)            |
| Totale    | 576 (172)          |

## Consiglio di comunità
L'amministrazione delle comunità è responsabilità dei Consigli di comunità. Il presidente del Consiglio di Comunità è chiamato capo comunità.

### Membri del Consiglio di Comunità
Il Consiglio di Comunità è composto dalle seguenti persone:
- il capo comunità, che è il presidente del consiglio;
- i membri del Consiglio di Comunità. Il numero dei membri di ciascun Consiglio di Comunità dipende dagli elettori registrati di ciascuna comunità. Fino a 300 elettori, i membri sono 4. Da 301 a 700 elettori, i membri sono 6. Per più di 700 elettori, i membri sono 8. Uno dei membri del consiglio è il vicesindaco. Il vicesindaco sostituisce il sindaco in caso di impedimento.

La regolamentazione del numero dei membri del Consiglio di comunità non si applica ai consigli di comunità delle comunità che sono inaccessibili a causa dell'invasione turca. I consigli di queste comunità sono sempre costituiti dal leader della comunità, dal vice leader della comunità e da tre membri.
In quelle comunità in cui la popolazione è composta da greco-ciprioti e turco-ciprioti, vengono istituiti due Consigli, uno per gli abitanti greco-ciprioti della comunità e uno per gli abitanti turco-ciprioti. I membri di ciascun consiglio sono eletti separatamente dagli elettori greco-ciprioti e turco-ciprioti della comunità. Tuttavia, oggi una tale comunità non esiste.
I Sindaci della Comunità e i Consigli di Comunità sono eletti direttamente dai cittadini, mediante elezione degli enti locali, per un mandato di cinque anni. Le elezioni si tengono a dicembre e il neoeletto Consiglio della Comunità entra in carica il 1º gennaio.

### Responsabilità del capo comunità
Le responsabilità del capo comunità sono:
- è l'autorità esecutiva del Consiglio ed è responsabile dei suoi servizi;
- rappresenta il Consiglio in tutte le sue relazioni formali dinanzi ai tribunali e alle altre autorità della Repubblica di Cipro;
- predispone l'ordine del giorno e convoca le riunioni del Consiglio di Comunità che presiede;
- attua le decisioni del Consiglio di Comunità;
- firma qualsiasi autorizzazione concessa o autorizza a firmare il segretario del consiglio;
- obbedisce alla legge e all'ordine nella comunità;
- fornisce quanto prima informazioni alla stazione di polizia più vicina di qualsiasi grave reato o incidente nella comunità;
- informa la comunità di tutte le notifiche, avvisi e altri documenti ufficiali che possono essergli inviati dal Prefetto o da altra autorità della Repubblica;
- mantiene un timbro come sindaco che appone su tutti i certificati e documenti che devono essere timbrati da lui;
- svolge i doveri che gli sono imposti dalla legge sulla registrazione delle nascite e dei decessi;
- segnala all'Ufficiale Catastale Distrettuale della sua provincia la morte di chiunque possieda beni immobili o che abbia un interesse in beni immobili unitamente all'elenco di tali beni e degli eredi del defunto. Menziona anche la mancanza di eredi che avrebbero diritto ad ereditare questa proprietà;
- fornisce qualsiasi certificato per beni mobili o immobili, quando non sussistono ostacoli che giustifichino il rifiuto di fornire tale certificato;
- svolge generalmente tutti i compiti o poteri conferiti o impostigli dalla legge;